# Rampton (Nottinghamshire)
Rampton is een civil parish in het bestuurlijke gebied Bassetlaw, in het Engelse graafschap Nottinghamshire met 1139 inwoners.